# Abisara sobrina
Abisara sobrina is een vlindersoort uit de familie van de prachtvlinders (Riodinidae), onderfamilie Nemeobiinae.
Abisara sobrina werd in 1923 beschreven door Mell.